# Dietrich Mateschitz
Dietrich Mateschitz (20. května 1944 St. Marein im Mürztal – 22. října 2022) byl rakouský podnikatel, spoluzakladatel společnosti Red Bull GmbH, v níž vlastnil 49procentní podíl. Jeho majetek odhadl v roce 2022 časopis Forbes na 24,9 miliard dolarů.
Spolu s někdejším rakouským závodníkem v motokrosu Heinzem Kinigadnerem, jehož syn po nehodě ochrnul, založil nadaci Wings for Life. Její činnost je zaměřena na získání prostředků na výzkum poranění míchy, za tímto účelem pořádá také stejnojmenný charitativní běh.

## Životopis
Narodil se v učitelské rodině s chorvatskými předky, rodiče se však rozvedli, když byl ještě malý. Ačkoli se nikdy neoženil, má syna. Vystudoval Institut světového obchodu ve Vídni, ale vynikajícím studentem nebyl a studoval deset let.
Vytvořením energetického nápoje Red Bull Mateschitz vytvořil vlastní odvětví v rámci nealkoholických nápojů. Stříbrnomodré plechovky se staly nejslavnější rakouskou značkou moderní éry.
Po studiích nastoupil do Unileveru, kde se stal produkt manažerem. S energetickými nápoji se setkal víceméně náhodou při cestě do Thajska. Bylo to na začátku 80. let a v Evropě je nikdo neznal. Mateschitz rozpoznal potenciál nápoje Krating Daeng (v thajštině „Rudý býk“) a domluvil se s Čaleem Júvitjou, majitelem receptu, na založení společnosti v Rakousku. Díky receptu má thajská rodina v Red Bullu 51% podíl, na Rakušana připadá zbytek.
Proběhlo několik let testování, aby byl nápoj přizpůsoben požadavkům Evropanů. Na rakouský trh byl Red Bull uveden až v roce 1987. Zatímco v Thajsku byl nápojem pracujících, zejména řidičů dálkových kamionů, dělníků ve stavebnictví či farmářů, v Rakousku se Mateschitz zaměřil zejména na mladé, což platí dodnes. Red Bull již od počátku měl vynikající marketingovou strategii založenou na vtipné reklamě.
Slogan „Red Bull vám dává křííídla“ má ekvivalent v desítkách jazyků. Přesto však výsledky první desetiletky podnikání nebyly přesvědčivé a společnost tradičně končila ve ztrátě. Přesto expandovala do Maďarska a Německa v roce 1992 a do Velké Británie o tři roky později.
Zpočátku měli tuto limonádu v oblibě především sportovci kvůli doplnění energie. Později se však Red Bull ve velkém začal konzumovat také v klubech, a to i přes cenu, která se pohybuje nad 50 korunami na diskotékách v České republice a nad třemi eury například v Německu. Dnes je nejznámější kombinace energetického nápoje s vodkou.
Od roku 1998 se Red Bull prodává také v Americe, místní trh dnes pro Mateschitze spolu s Velkou Británií představuje největší odbytiště. S image globální značky též přišlo spojení Red Bullu s módními adrenalinovými sporty; Red Bull tak pořádá snowboardové závody, ale též akce akrobatických letadel.
V roce 2000 se ve světě poprvé prodalo přes miliardu plechovek nápoje. V roce 2004 získal Red Bull tým Formule 1 Jaguar a o rok později i Minardi, které ten rok skončilo mezi týmy na poslední příčce.

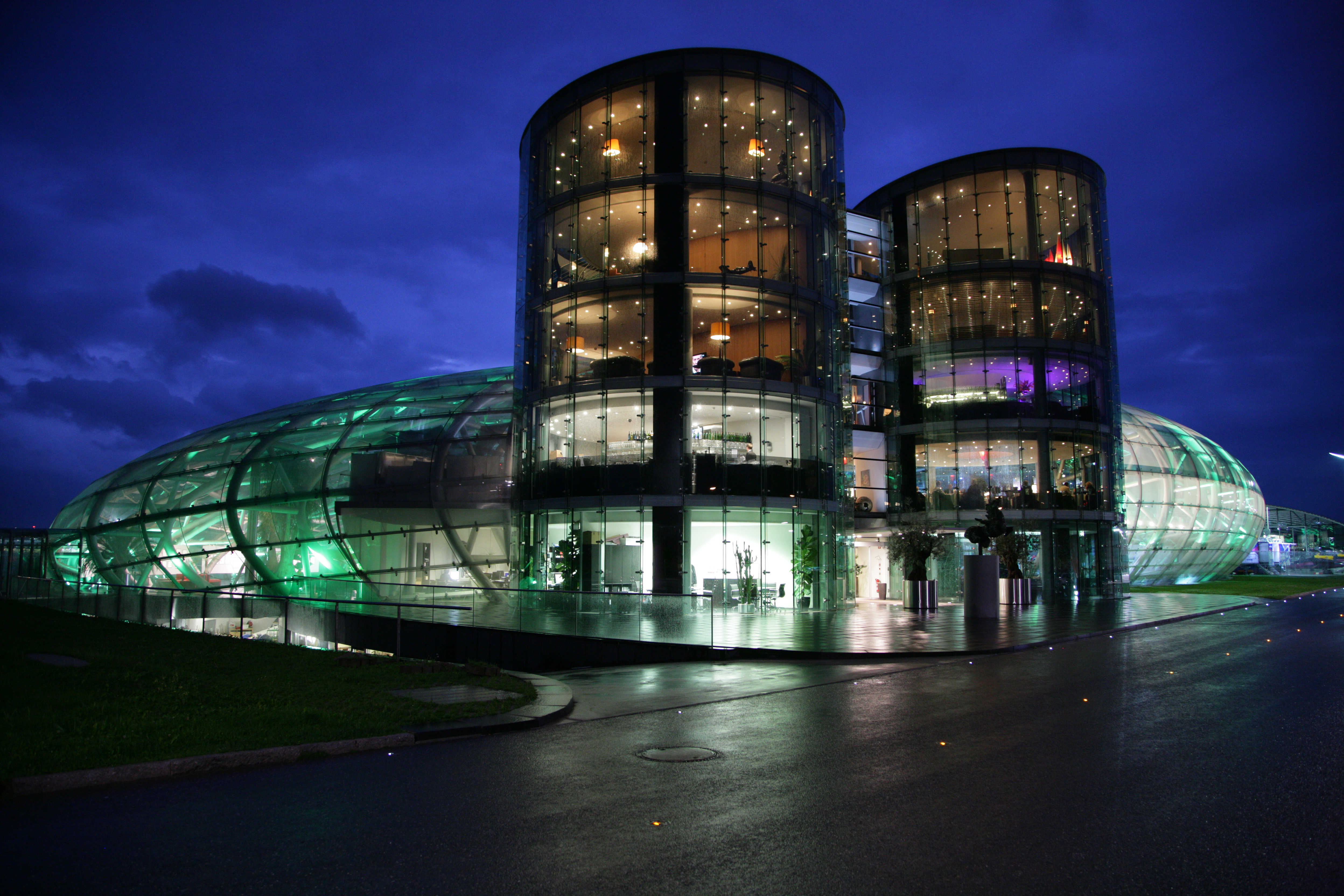
Hangár 7

Spojení s motosportem však společnosti pravděpodobně zdaleka nepřináší tolik, kolik do něj vkládá. Ztráta je údajně okolo 30 milionů dolarů ročně. Je to úlitba Mateschitzově zálibě v motorových strojích, která se nejlépe projevuje na salcburském letišti. Tam stojí Hangár 7, Mateschitzova soukromá budova ze skla a oceli, kde přechovává historické letecké skvosty, jako je například DC-6B, se kterým létal jugoslávský diktátor Josip Broz Tito. Red Bull tak sponzoruje celý seriál akrobatického létání.
Mateschitz však velké investice věnuje též do fotbalového klubu Red Bull Salzburg. Hrával za něj bývalý český reprezentant Karel Piták, nicméně Mateschitz stál i o Ronalda, Luíse Figa či Pavla Nedvěda. Nízká úroveň rakouské ligy však kvalitní hráče odrazuje od přestupu do Salcburku. Red Bull také koupil fotbalové kluby v New Yorku, Lipsku a Sao Paulu.
Jeho energetického nápoje se dnes prodá po celém světě na tři miliardy ročně a prodej stále roste. Mateschitz také koupil tropický ostrov v souostroví Fidži a staví[zdroj?] zde luxusní hotel.
Zemřel 22.10.2022 v důsledku dlouhotrvající nemoci.